# Dayalbagh

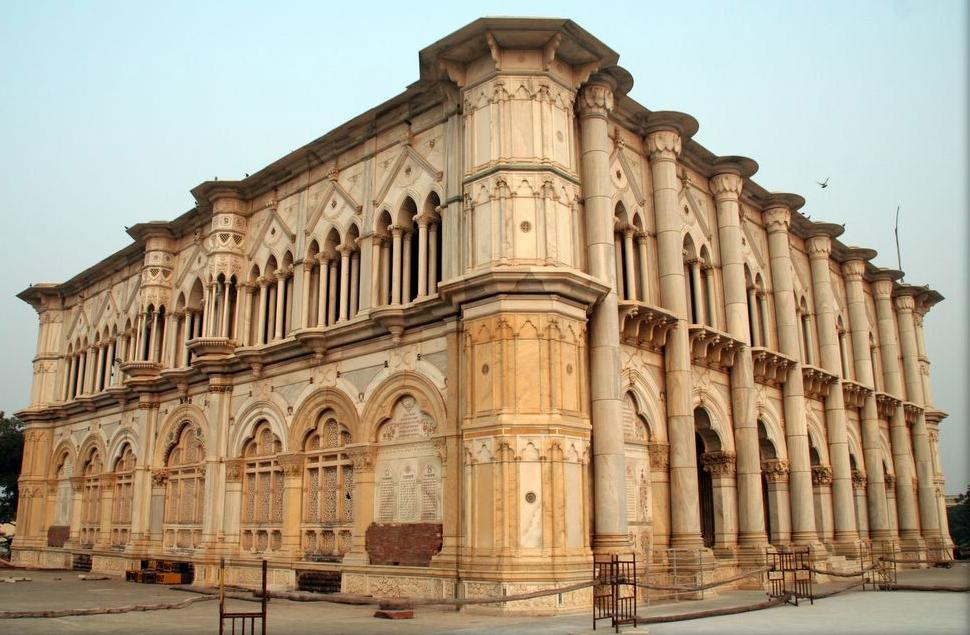
Radhasoami-Tempel-Mausoleum

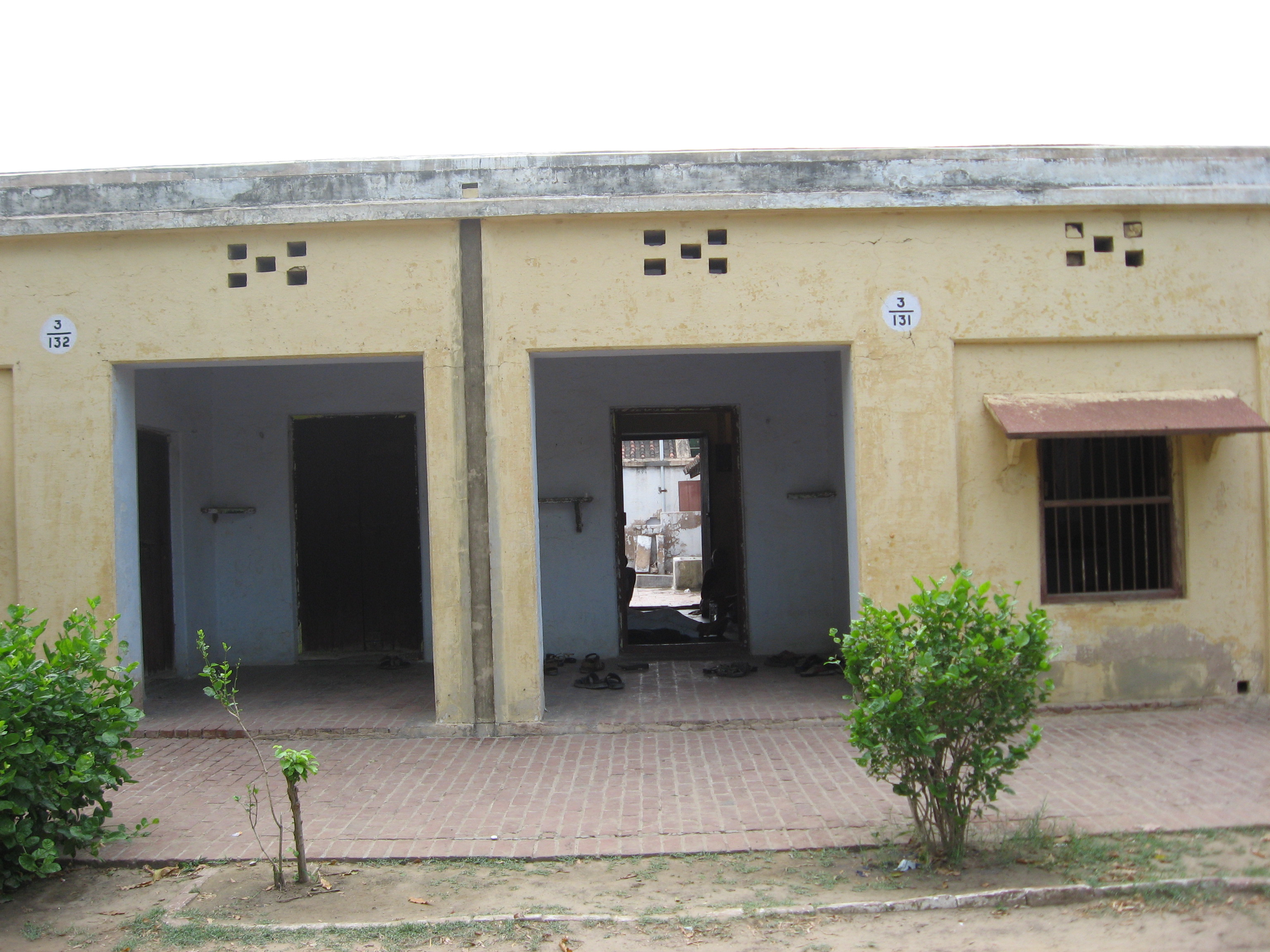
Dayalbagh-Wohnhaus

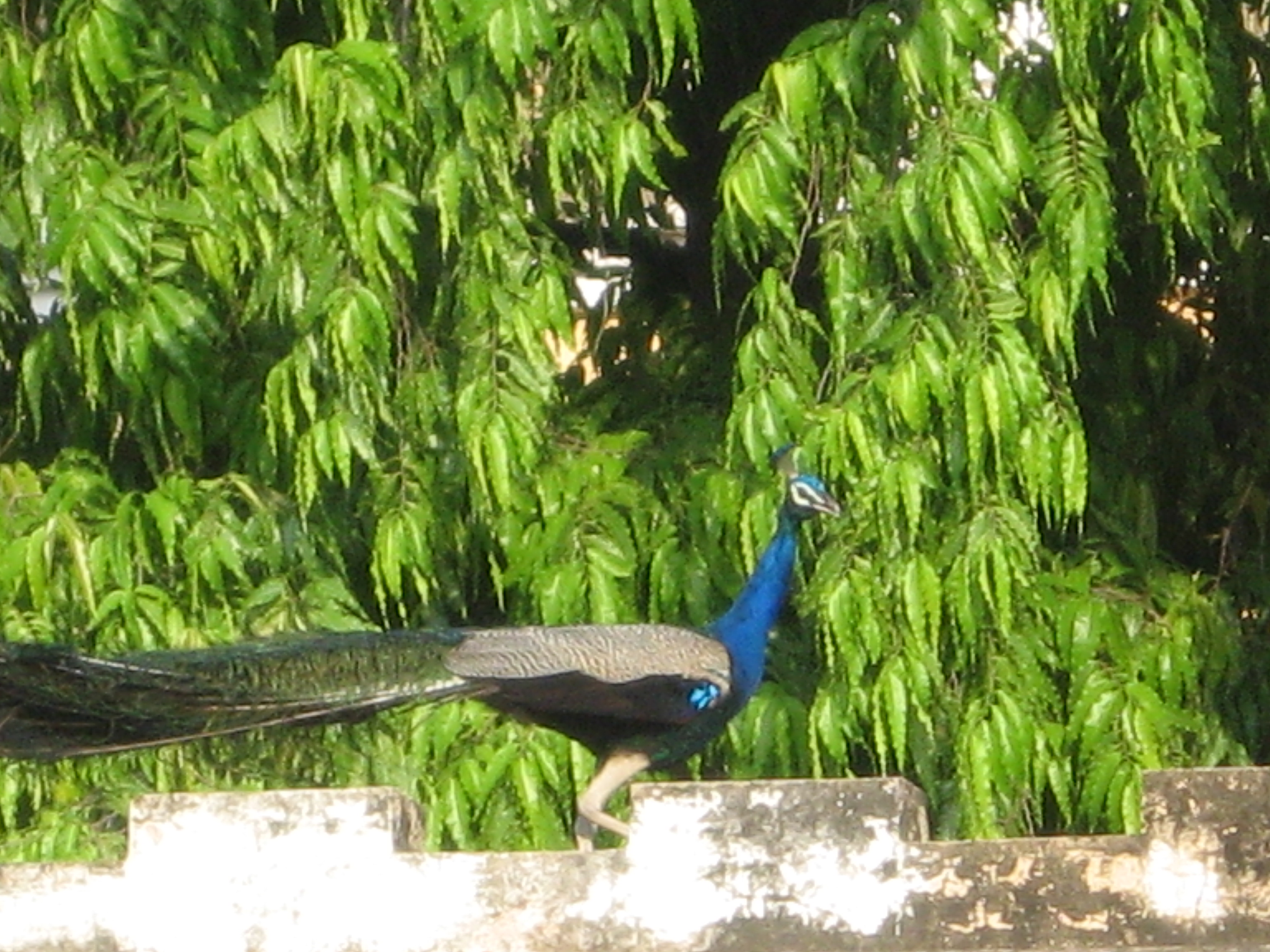
Pfau und immergrüner Ashoka-Strauch

Dayalbagh oder Dayal Bagh (Hindi: दयाल बाग़, Urdu: دیال باغ) ist Name eines Stadtteils im Norden der Stadt Agra im indischen Bundesstaat Uttar Pradesh. Der Name bedeutet so viel wie „Garten der Gnade“ (dayal = Gnade, Mitleid; bagh = Garten).

## Lage
Der Stadtteil Dayalbagh liegt in einer von Schwemmsand geprägten Flussschleife des Yamuna-Flusses ca. 8 km nördlich des Stadtzentrums von Agra in einer Höhe von ca. 165 m. Das Akbar-Mausoleum in Sikandra befindet sich nur ca. 9 km (Fahrtstrecke) westlich.

## Geschichte
Die knapp 5 km² große Dayalbagh-Kolonie wurde am 20. Januar 1915 von Huzur Sahabji Maharaj gegründet, dem 5. Guru der Radhasoami-Sekte, deren geistiger Führer Shiv Dayal Singh (1818–1878) die Glaubenslehre im Jahr 1861 als Mischung aus hinduistischem, islamischem, sikhistischem und christlichem Gedankengut ins Leben gerufen hatte. Das gewählte Gelände war ursprünglich beinahe steppen- bzw. halbwüstenartig und wurde sukzessive bebaut; heute umfasst es neben Wohnbauten für ca. 3.500 Menschen auch Schulen, Kliniken, Banken etc.
In den vergangenen Jahrzehnten sind in den Außenbezirken weitere Siedlungen entstanden, die jedoch nichts mit dem ursprünglich sozialen Geist der Begründer zu tun haben.

## Architektur

### Tempelmausoleum
Mit dem Bau des im britisch-neogotischen Kolonialstil entworfenen, aber immer noch unvollendeten Tempels (Radhasoami Samadh) wurde bereits im Jahr 1908 begonnen. In seinem Kern besteht der Bau aus Ziegelstein, der jedoch innen wie außen durch Marmor und Sandstein verkleidet wurde. Die aus farbigem Marmor gefertigten Kapitelle im Innern des Tempelmausoleums sind von außergewöhnlicher kunsthandwerklicher Qualität.

### Wohnsiedlung
Die Wände der schlichten, aber soliden Wohnbauten der Siedlung (colony) bestehen ebenfalls aus Ziegelstein; Bodenplatten und (Zwischen)-Decken sind jedoch aus Beton. Anders als in Indien üblich wurden vor und zwischen den Häusern immergrüne Büsche und Bäume gepflanzt, so dass das Ganze ein wenig freundlicher aussieht; auch Pfauen wurden hier angesiedelt. Vieles ist jedoch heute vernachlässigt.